# Escudo de Veraguas
Escudo de Veraguas – wyspa położona w Zatoce Moskitów. Terytorium Panamy. Stanowi największy lądowy obiekt geograficzny znajdujący się w tej zatoce (3,4 km²). Fauna i flora tej wyspy jest bardzo zróżnicowana. Żyje tam m.in. Bradypus pygmaeus, krytycznie zagrożony wyginięciem gatunek z rodziny leniwcowatych.